# Saint-Hilaire-le-Vouhis
Pour les articles homonymes, voir Saint-Hilaire.
Saint-Hilaire-le-Vouhis [sɛ̃.t‿ilɛʁ lə vu.i] est une commune française située dans le département de la Vendée, en région des Pays de la Loire.
Ses habitants sont appelés les Vouraisiens.

## Géographie
La commune de Saint-Hilaire-le-Vouhis se situe au centre du département de la Vendée, à 25 kilomètres à l'est de La Roche-sur-Yon, préfecture. Du point de vue paysager, le territoire relève du Bas-Bocage. Le territoire communal est limité à l'est par le Petit Lay, et à l'ouest et au sud par son affluent, la Vouraie.
Saint-Hilaire-le-Vouhis est entourée de cinq communes : Fougeré et Bournezeau dans toute la partie ouest, Saint-Martin-des-Noyers et Sainte-Cécile au nord et Chantonnay à l'est.
Le territoire municipal de Saint-Hilaire-le-Vouhis s'étend sur 2 918 hectares. L'altitude moyenne de la commune est de 89 mètres, avec des niveaux fluctuant entre 29 et 109 mètres,.

### Climat
Pour des articles plus généraux, voir Climat des Pays de la Loire et Climat de la Vendée.
En 2010, le climat de la commune est de type climat océanique franc, selon une étude du CNRS s'appuyant sur une série de données couvrant la période 1971-2000. En 2020, Météo-France publie une typologie des climats de la France métropolitaine dans laquelle la commune est exposée à un climat océanique et est dans la région climatique  Bretagne orientale et méridionale, Pays nantais, Vendée, caractérisée par une faible pluviométrie en été et une bonne insolation. 
Pour la période 1971-2000, la température annuelle moyenne est de 11,9 °C, avec une amplitude thermique annuelle de 14,1 °C. Le cumul annuel moyen de précipitations est de 853 mm, avec 12,9 jours de précipitations en janvier et 6,8 jours en juillet. Pour la période 1991-2020, la température moyenne annuelle observée sur la station météorologique de Météo-France la plus proche, « St-Fulgent_sapc », sur la commune de Saint-Fulgent à 19 km à vol d'oiseau, est de 12,6 °C et le cumul annuel moyen de précipitations est de 815,9 mm,. Pour l'avenir, les paramètres climatiques de la commune estimés pour 2050 selon différents scénarios d'émission de gaz à effet de serre sont consultables sur un site dédié publié par Météo-France en novembre 2022.

## Urbanisme

### Typologie
Au 1er janvier 2024, Saint-Hilaire-le-Vouhis est catégorisée commune rurale à habitat dispersé, selon la nouvelle grille communale de densité à sept niveaux définie par l'Insee en 2022.
Elle est située hors unité urbaine. Par ailleurs la commune fait partie de l'aire d'attraction d'Essarts en Bocage, dont elle est une commune de la couronne,. Cette aire, qui regroupe 6 communes, est catégorisée dans les aires de moins de 50 000 habitants,.

### Occupation des sols
L'occupation des sols de la commune, telle qu'elle ressort de la base de données européenne d’occupation biophysique des sols Corine Land Cover (CLC), est marquée par l'importance des territoires agricoles (90,9 % en 2018), en diminution par rapport à 1990 (92,8 %). La répartition détaillée en 2018 est la suivante : zones agricoles hétérogènes (41,8 %), terres arables (26,9 %), prairies (22,2 %), forêts (3,8 %), zones urbanisées (1,9 %), eaux continentales (1,9 %), mines, décharges et chantiers (1,5 %). L'évolution de l’occupation des sols de la commune et de ses infrastructures peut être observée sur les différentes représentations cartographiques du territoire : la carte de Cassini (XVIIIe siècle), la carte d'état-major (1820-1866) et les cartes ou photos aériennes de l'IGN pour la période actuelle (1950 à aujourd'hui).

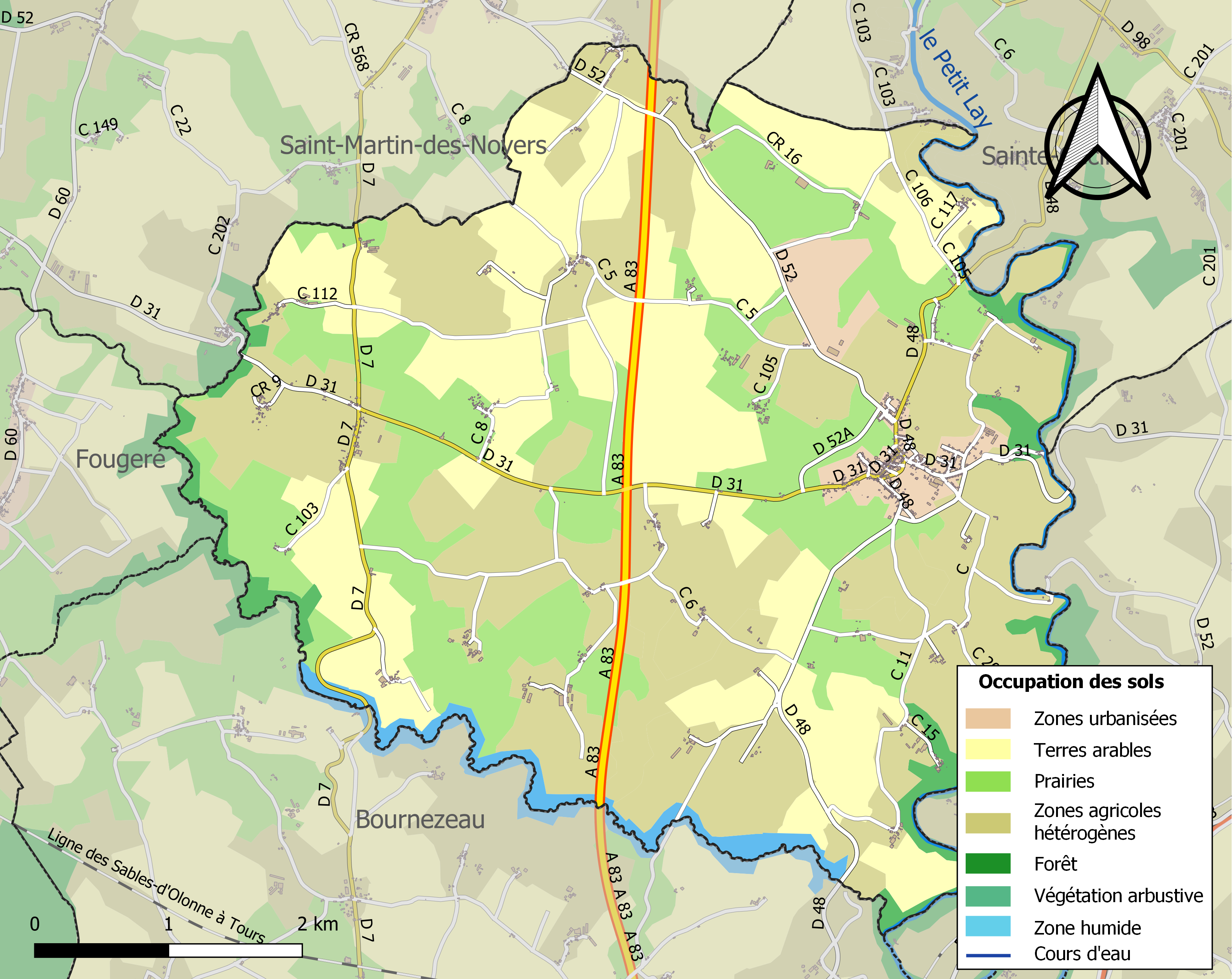
Carte des infrastructures et de l'occupation des sols de la commune en 2018 (CLC).

## Toponymie
Le toponyme Saint-Hilaire-le-Vouhis a connu une évolution au fil des siècles,, :
- Sanctus Hilarius le Voivis et Saint-Hilaire-le-Vouyer au XIIe siècle ;
- Saint-Hilaire-de-Vouhys au XVe siècle ;
- Saint-Hilaire-le-Vouy au XVIIe siècle (Pouillé d’Alliot) ;
- Saint-Hilaire-de-Vouhis sous la Révolution (1793) ;
- Saint-Hilaire-le-Vouhis à partir de 1801.

Sous la Convention, la commune adopte comme forme révolutionnaire le nom de La Vouray,.
À l'instar de nombreux noms de lieux de la Vendée, celui de Saint-Hilaire-le-Vouhis, accompagné d'un déterminatif, -le-Vouhis, fait référence à Hilaire de Poitiers, évangélisateur de la province. Les habitants de la commune s'appellent les Vouraisiens, du nom de la rivière de la Vouraie, qui marque la limite méridionale municipale.
En poitevin, la commune est appelée Sént-Ilare-le-Vouhi.

## Histoire
Le 14 octobre 2012, une mini-tornade s'est abattue sur la commune et a provoqué d'importants dégâts.

## Héraldique
| Blason | Blasonnement : De gueules à la bande cousue de sable, chargée de quatre fusées d'argent posées à plomb, accompagnée en chef de trois tours donjonnées chacune de trois tourelles d'or et en pointe d'un chêne arraché du même. |

## Politique et administration

### Liste des maires
| Période      | Période      | Identité       | Étiquette | Qualité                                               |
| ------------ | ------------ | -------------- | --------- | ----------------------------------------------------- |
| 1945         | 1965         | Marcel Bouhier |           | Propriétaire-exploitant                               |
| 1965         | ?            | Louis Rouzeau  |           |                                                       |
| 1977         | 23 mars 2001 | Robert Crépeau |           | Fonctionnaire de mairie Directeur de foyers-logements |
| 23 mars 2001 | En cours     | Jean Bureau    | PCF FG    | Gérant de société                                     |

### Instances administratives
Administrativement, la commune de Saint-Hilaire-le-Vouhis dépend de l'arrondissement de La Roche-sur-Yon et du canton de Chantonnay.
Historiquement, à partir du début de la Révolution, la commune appartenait au canton de Bournezeau et au district de La Roche-sur-Yon. À partir de 1801, elle se situe dans l'arrondissement de Fontenay-le-Comte et dans le canton de Chantonnay. Après une réforme de la carte cantonale, Saint-Hilaire-le-Vouhis intègre l'arrondissement de La Roche-sur-Yon le 21 juillet 1824.
La commune est membre de la communauté de communes du Pays-de-Chantonnay (appelée « communauté de communes des Deux-Lays » avant 2008) depuis le 1er janvier 1993.

## Population et société

### Démographie

#### Évolution démographique
L'évolution du nombre d'habitants est connue à travers les recensements de la population effectués dans la commune depuis 1800. Pour les communes de moins de 10 000 habitants, une enquête de recensement portant sur toute la population est réalisée tous les cinq ans, les populations de référence des années intermédiaires étant quant à elles estimées par interpolation ou extrapolation. Pour la commune, le premier recensement exhaustif entrant dans le cadre du nouveau dispositif a été réalisé en 2004.

En 2022, la commune comptait 1 095 habitants, en évolution de +4,29 % par rapport à 2016 (Vendée : +5,33 %, France hors Mayotte : +2,11 %).
| 1800 | 1806 | 1821  | 1831  | 1836  | 1841  | 1846  | 1851  | 1856  |
| ---- | ---- | ----- | ----- | ----- | ----- | ----- | ----- | ----- |
| 705  | 894  | 1 091 | 1 040 | 1 056 | 1 080 | 1 160 | 1 237 | 1 220 |

| 1861  | 1866  | 1872  | 1876  | 1881  | 1886  | 1891  | 1896  | 1901  |
| ----- | ----- | ----- | ----- | ----- | ----- | ----- | ----- | ----- |
| 1 248 | 1 290 | 1 267 | 1 284 | 1 309 | 1 339 | 1 368 | 1 363 | 1 360 |

| 1906  | 1911  | 1921  | 1926  | 1931  | 1936  | 1946  | 1954  | 1962 |
| ----- | ----- | ----- | ----- | ----- | ----- | ----- | ----- | ---- |
| 1 329 | 1 295 | 1 165 | 1 151 | 1 103 | 1 102 | 1 051 | 1 023 | 920  |

| 1968 | 1975 | 1982 | 1990 | 1999 | 2004 | 2006 | 2009 | 2014  |
| ---- | ---- | ---- | ---- | ---- | ---- | ---- | ---- | ----- |
| 816  | 738  | 757  | 819  | 763  | 842  | 916  | 971  | 1 021 |

| 2019  | 2022  | - | - | - | - | - | - | - |
| ----- | ----- | - | - | - | - | - | - | - |
| 1 079 | 1 095 | - | - | - | - | - | - | - |

#### Pyramide des âges
La population de la commune est relativement jeune.
En 2018, le taux de personnes d'un âge inférieur à 30 ans s'élève à 41,3 %, soit au-dessus de la moyenne départementale (31,6 %). À l'inverse, le taux de personnes d'âge supérieur à 60 ans est de 17,7 % la même année, alors qu'il est de 31,0 % au niveau départemental.
En 2018, la commune comptait 568 hommes pour 501 femmes, soit un taux de 53,13 % d'hommes, largement supérieur au taux départemental (48,84 %).
Les pyramides des âges de la commune et du département s'établissent comme suit.
| Hommes | Classe d’âge | Femmes |
| ------ | ------------ | ------ |
| 0,3    | 90 ou +      | 0,8    |
| 4,4    | 75-89 ans    | 4,2    |
| 12,4   | 60-74 ans    | 13,4   |
| 19,2   | 45-59 ans    | 19,4   |
| 21,8   | 30-44 ans    | 21,7   |
| 17,8   | 15-29 ans    | 15,6   |
| 24,1   | 0-14 ans     | 24,9   |

| Hommes | Classe d’âge | Femmes |
| ------ | ------------ | ------ |
| 0,8    | 90 ou +      | 2,2    |
| 8,7    | 75-89 ans    | 11,1   |
| 20,3   | 60-74 ans    | 21,3   |
| 20     | 45-59 ans    | 19,4   |
| 17,5   | 30-44 ans    | 16,8   |
| 15     | 15-29 ans    | 13,2   |
| 17,7   | 0-14 ans     | 16,1   |

## Lieux et monuments
- Buste en pierre de Henri-Adolphe Archereau (place de l'Église).
- Manoir de la Chevillonnière.
- Église Saint-Hilaire.
- Château de L'Auneau bâti au XIXe siècle sur les hauteurs de la rivière du petit lay.

## Personnalités liées à la commune
- Henri-Adolphe Archereau (1819-1893), scientifique français né à Saint-Hilaire-le-Vouhis.